# Circuit de Borsele 2014
La 13e édition du Circuit de Borsele a lieu le 26 avril 2014. La course fait partie du calendrier international féminin UCI 2014 en catégorie 1.2. Elle est remportée par l'Australienne Chloe Hosking.

## Récit de la course
La course se conclut au sprint.

## Classements

### Classement final
| \| Classement général \| Classement général \| Classement général \| Classement général \| Classement général \| \| Coureur \| Coureur \| Pays \| Équipe \| Temps \| \| ------------------ \| ---------------------- \| ------------------ \| ---------------------- \| ------------------ \| \| 1re \| Chloe Hosking \| Australie \| Hitec Products \| 2 h 57 min 43 s \| \| 2e \| Kirsten Wild \| Pays-Bas \| Giant-Shimano \| + 0 s \| \| 3e \| Ellen van Dijk \| Pays-Bas \| Boels Dolmans \| + 0 s \| \| 4e \| Leah Kirchmann \| Canada \| Canada \| + 0 s \| \| 5e \| Martina Zwick \| Allemagne \| Bigla \| + 0 s \| \| 6e \| Pauline Ferrand-Prévot \| France \| Rabo Liv Women \| + 0 s \| \| 7e \| Gracie Elvin \| Australie \| Orica-AIS \| + 0 s \| \| 8e \| Rossella Ratto \| Italie \| Estado de México-Faren \| + 0 s \| \| 9e \| Nina Kessler \| Pays-Bas \| Boels Dolmans \| + 0 s \| \| 10e \| Annemiek van Vleuten \| Pays-Bas \| Rabo Liv Women \| + 0 s \| |                        |           |                        |                 |
| |                        |           |                        |                 |
| Source : Cycling Quotient |                        |           |                        |                 |
| Classement général |                        |           |                        |                 |
| Coureur | Coureur                | Pays      | Équipe                 | Temps           |
| 1re | Chloe Hosking          | Australie | Hitec Products         | 2 h 57 min 43 s |
| 2e | Kirsten Wild           | Pays-Bas  | Giant-Shimano          | + 0 s           |
| 3e | Ellen van Dijk         | Pays-Bas  | Boels Dolmans          | + 0 s           |
| 4e | Leah Kirchmann         | Canada    | Canada                 | + 0 s           |
| 5e | Martina Zwick          | Allemagne | Bigla                  | + 0 s           |
| 6e | Pauline Ferrand-Prévot | France    | Rabo Liv Women         | + 0 s           |
| 7e | Gracie Elvin           | Australie | Orica-AIS              | + 0 s           |
| 8e | Rossella Ratto         | Italie    | Estado de México-Faren | + 0 s           |
| 9e | Nina Kessler           | Pays-Bas  | Boels Dolmans          | + 0 s           |
| 10e | Annemiek van Vleuten   | Pays-Bas  | Rabo Liv Women         | + 0 s           |

### Points UCI
| Position           | 1er | 2e | 3e | 4e | 5e | 6e | 7e | 8e | 9e | 10e |
| Classement général | 40  | 30 | 16 | 12 | 10 | 8  | 6  | 3  | 2  | 1   |